# Onthophagus mayeri
Onthophagus mayeri är en skalbaggsart som beskrevs av Edgar von Harold 1876. Onthophagus mayeri ingår i släktet Onthophagus och familjen bladhorningar. Inga underarter finns listade i Catalogue of Life.